# بيت العائلة الإبراهيمية
بيت العائلة الإبراهيمية هو مجمع متعدد الأديان يقع في جزيرة السعديات، أبو ظبي. استوحي التصميم من وثيقة الأخوة الإنسانية من أجل السلام العالمي والعيش المشترك التي وقعها البابا فرنسيس نيابة عن الكنيسة الكاثوليكية وأحمد الطيب نيابة عن الجامع الأزهر في 4 فبراير 2019 في أبو ظبي. يضم المجمع كنيس، مسجد وكنيسة سيتم تسميتهم كنيس موسى بن ميمون، كنيسة القديس فرنسيس ومسجد الإمام الطيب.
أعلن عن المشروع عبد الله بن زايد، وزير الخارجية والتعاون الدولي، في 5 فبراير 2019 في اجتماع اللجنة العليا للأخوة الإنسانية في مكتبة نيويورك العامة.
تم افتتاحه رسميًا في 16 فبراير 2023 من قبل سيف بن زايد آل نهيان نائب رئيس مجلس الوزراء، وزير الداخلية والشيخ نهيان بن مبارك آل نهيان وزير التسامح والتعايش.

## الغرض
يهدف بيت العائلة الإبراهيمي إلى أن يكون بمثابة مجتمع للحوار بين الأديان والتبادل وأن يكون مظهرًا ماديًا لوثيقة الأخوة الإنسانية. سيوفر مصادر تعليمية بالإضافة إلى أماكن للعبادة.
يسعى المجمع إلى تمثيل التعايش بين الأديان والحفاظ على الطابع الفريد للأديان الممثلة وبناء الجسور بين الحضارة الإنسانية والرسائل الإبراهيمية.
.

## تصميم
تم إعداد تصميم بيت العائلة الإبراهيمي من قبل شركة "أدجاي أسوسياتس" للهندسة المعمارية والتصميم الحائزة على جوائز، والتي يرأسها المهندس المعماري الغاني البريطاني دافيد أدجاي، الذي كشف النقاب عن خطة المشروع خلال حدث في مدينة نيويورك.
تقع دور العبادة المكعبة الثلاثة فوق جناح زائر علماني[مبهم]، وتهدف إلى تمثيل مختلف المصلين والمقيمين والزوار في أبوظبي.
أكد أدجاي أنه أراد "إنشاء مبنى يبدأ في حل فكرة الاختلاف الهرمي - يجب أن يمثل الشمولية والكلية - شيء أعلى ، يعزز ثراء الحياة البشرية".
يتألف تصميم هذا المجمع الديني من ثلاثة مكعبات غير محاذية موضوعة على قاعدة ولكل منها اتجاه مختلف. الصورة الظلية للمبنى تجعل المكعبات تبدو موحدة، وكل منها موضحة بأعمدة وشاشات وأقبية.
يتضمن الموقع أيضًا مركزًا ثقافيًا سيعزز قيم الاحترام المتبادل والتعايش السلمي مع الحفاظ على الطابع الفريد لكل دين.
يضم بيت العائلة الإبراهيمية ملتقى ومعرضا وحديقة حيث يعتبركل من الملتقى والحديقة منصة للحوار المفتوح وتبادل المعارف و يدعو المعرض العام إلى التأمل في العبادات الثلاثة،و يأخذ كل مبنى من المباني الثلاثة شكل مكعب يبلغ عمقه (30) متراً، وعرضه (30) متراً وارتفاعه (30) متراً،وهي متساوية الأحجام والمكانة واستخدم الرموز المعمارية الخاصة بكل ديانة على حدة ويتجه المسجد باتجاه مكة، بينما تتجه الكنيسة نحو الشرق، أما الكنيس فيتجه نحو القدس.

## معرض الصور

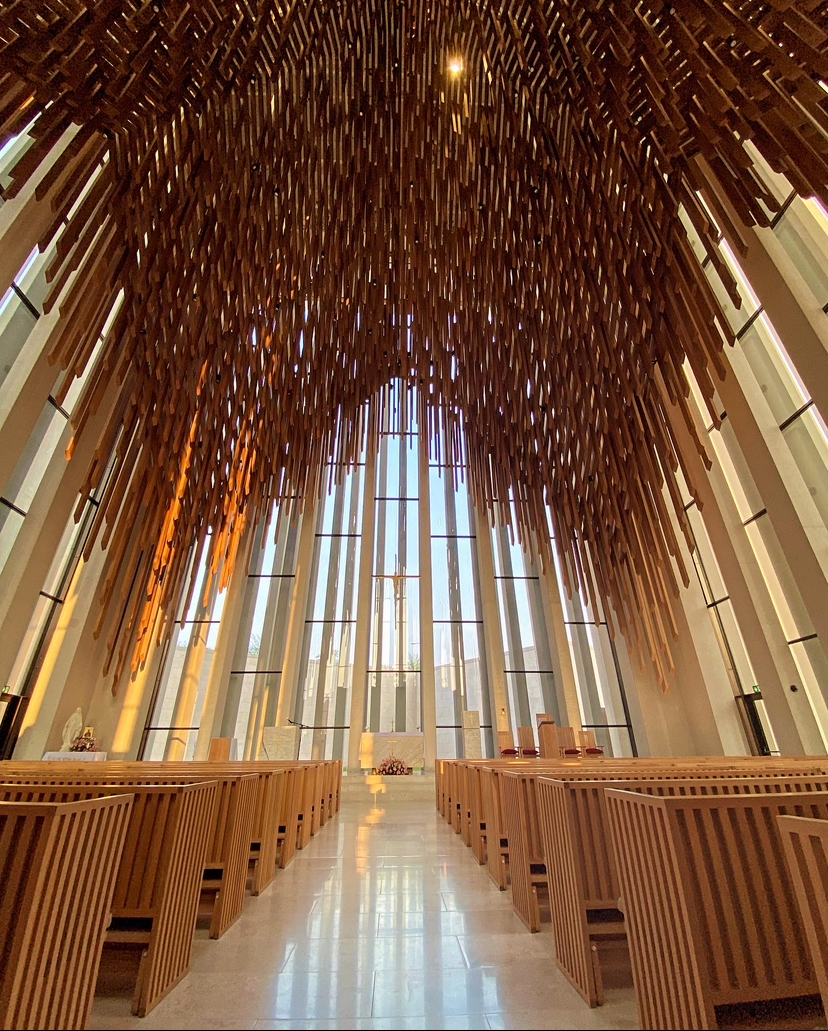
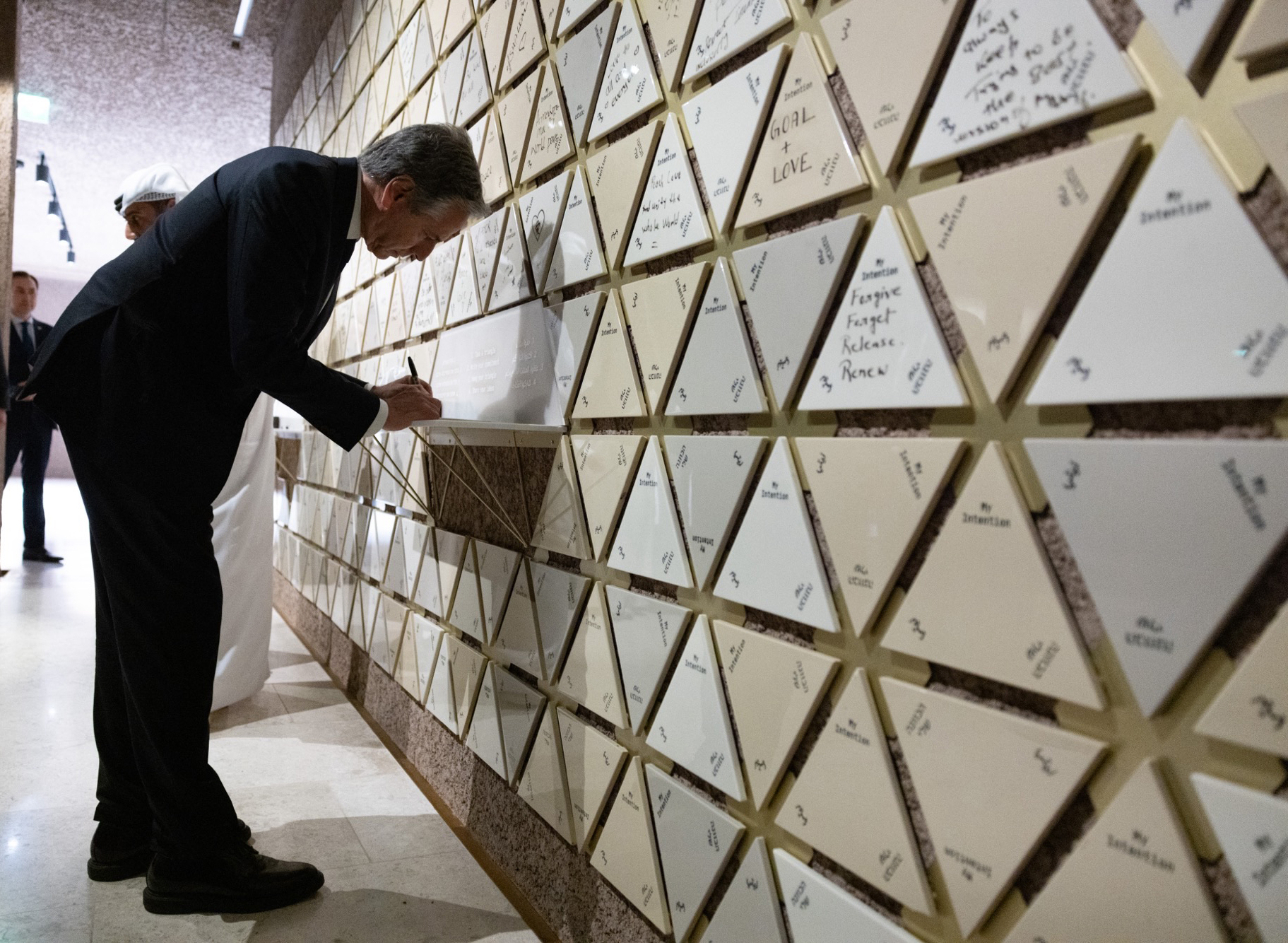
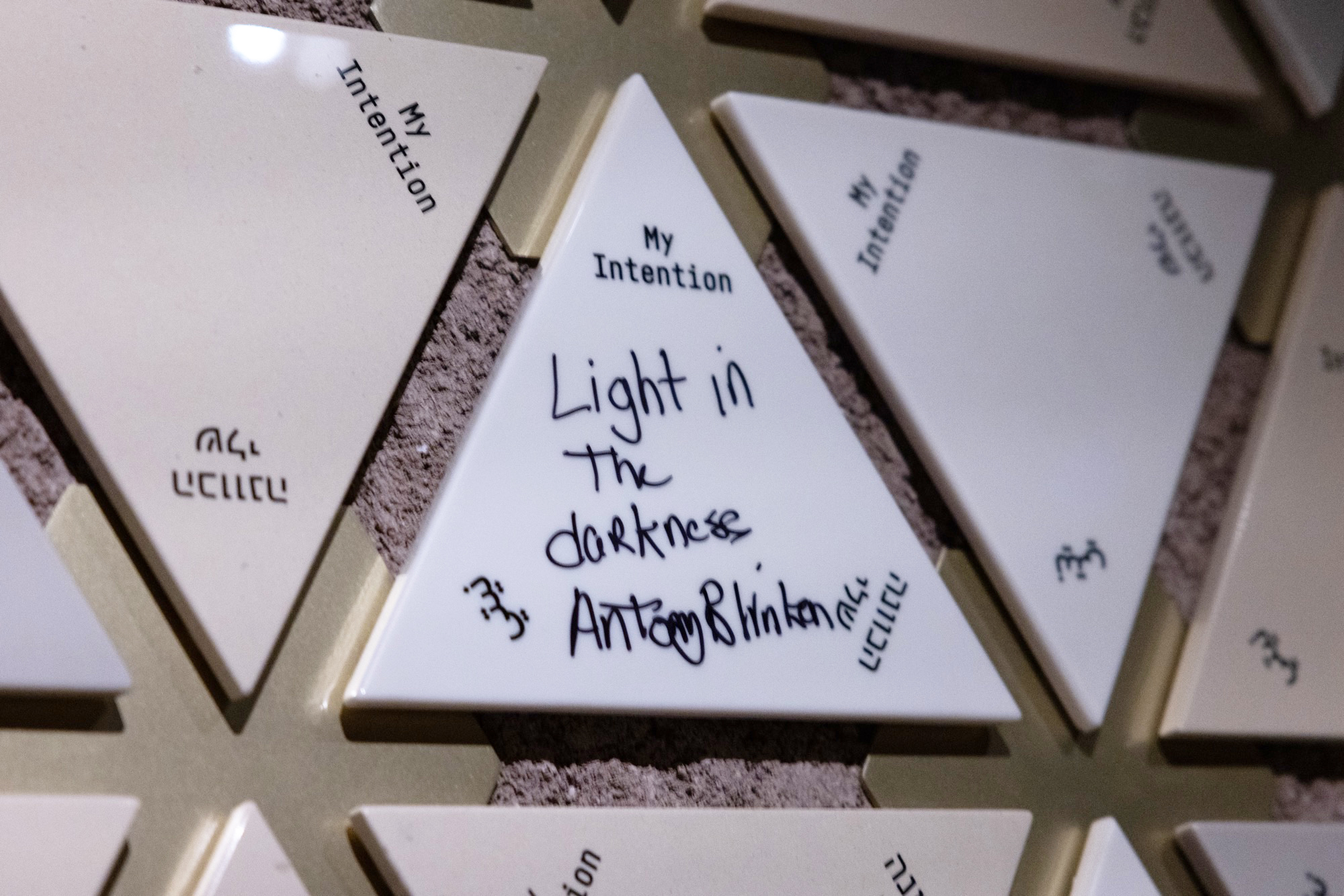
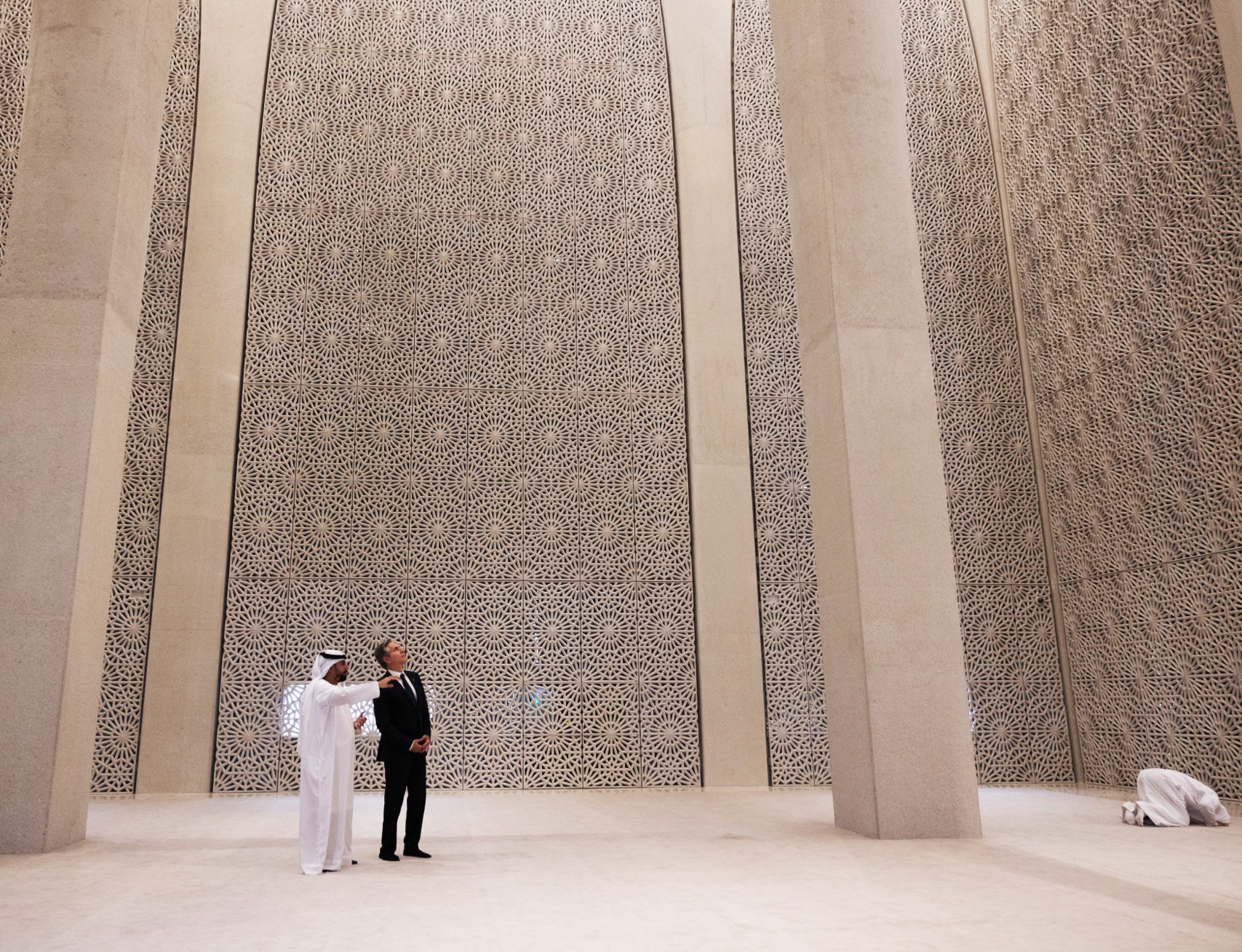
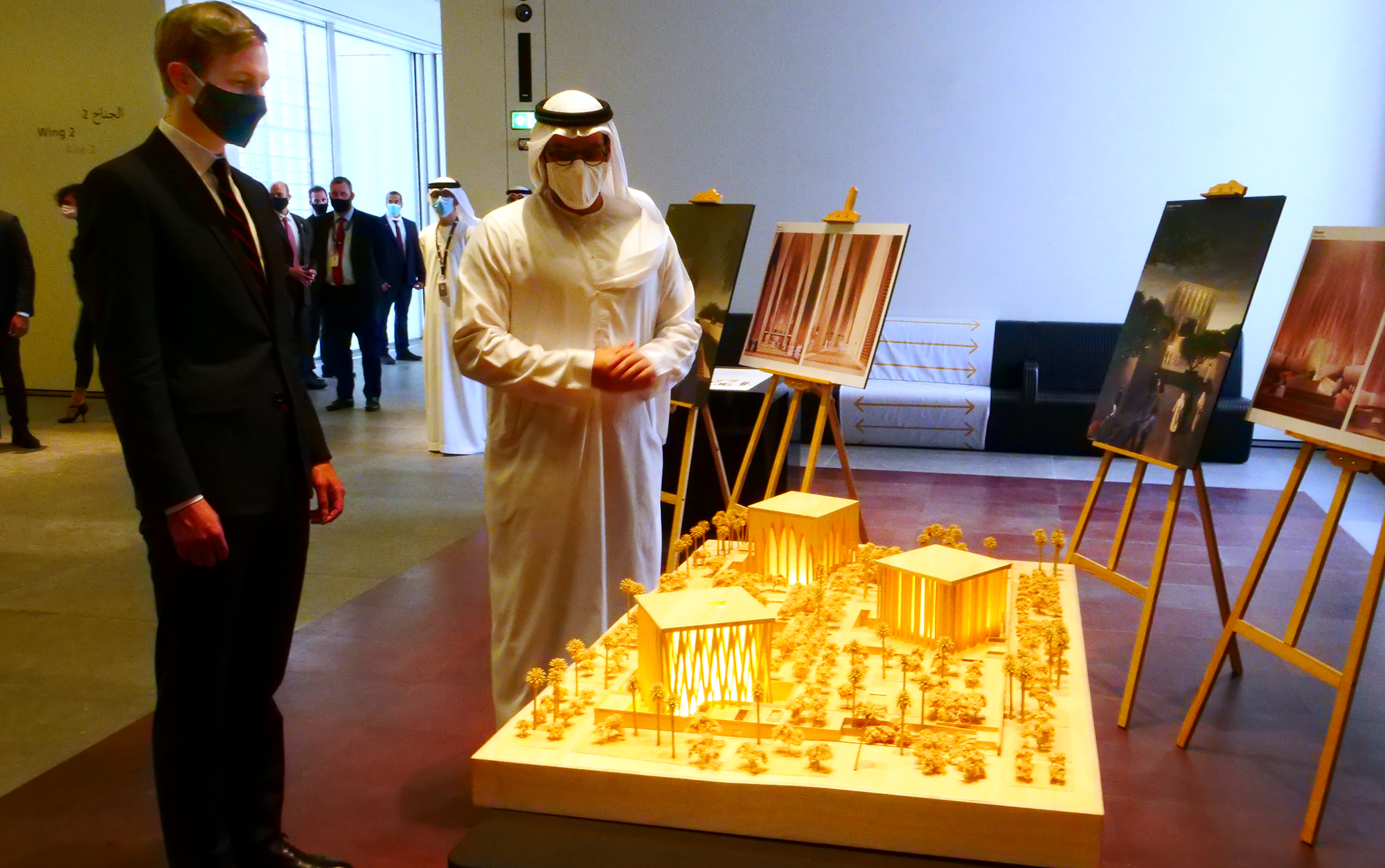

## روابط خارجية
- الموقع الرسمي لبيت العائلة الإبراهيمية
- فيديو عن بيت العائلة الإبراهيمية